# هالو كيتي
هالو كيتي (بالإنجليزية: Hello Kitty‎؛ باليابانية: ハローキティ‎، ‏هارو كِتي) هي شخصية خيالية خاصة لشركة سانريو اليابانية المنتجة لثقافة « الكاواي ». والاسم الحقيقيّ للشخصية هو كيتي وايت (Kitty White)، والشخصية من تأليف الرسامة اليابانية يوكو شيميزو. والقطة كيتي تمّ رسمها نسبةً إلى سلالة نادرة أصلها من اليابان وهو قط ياباني قصير الذيل وهو هناك رمز للحظ السعيد.

## الإرث

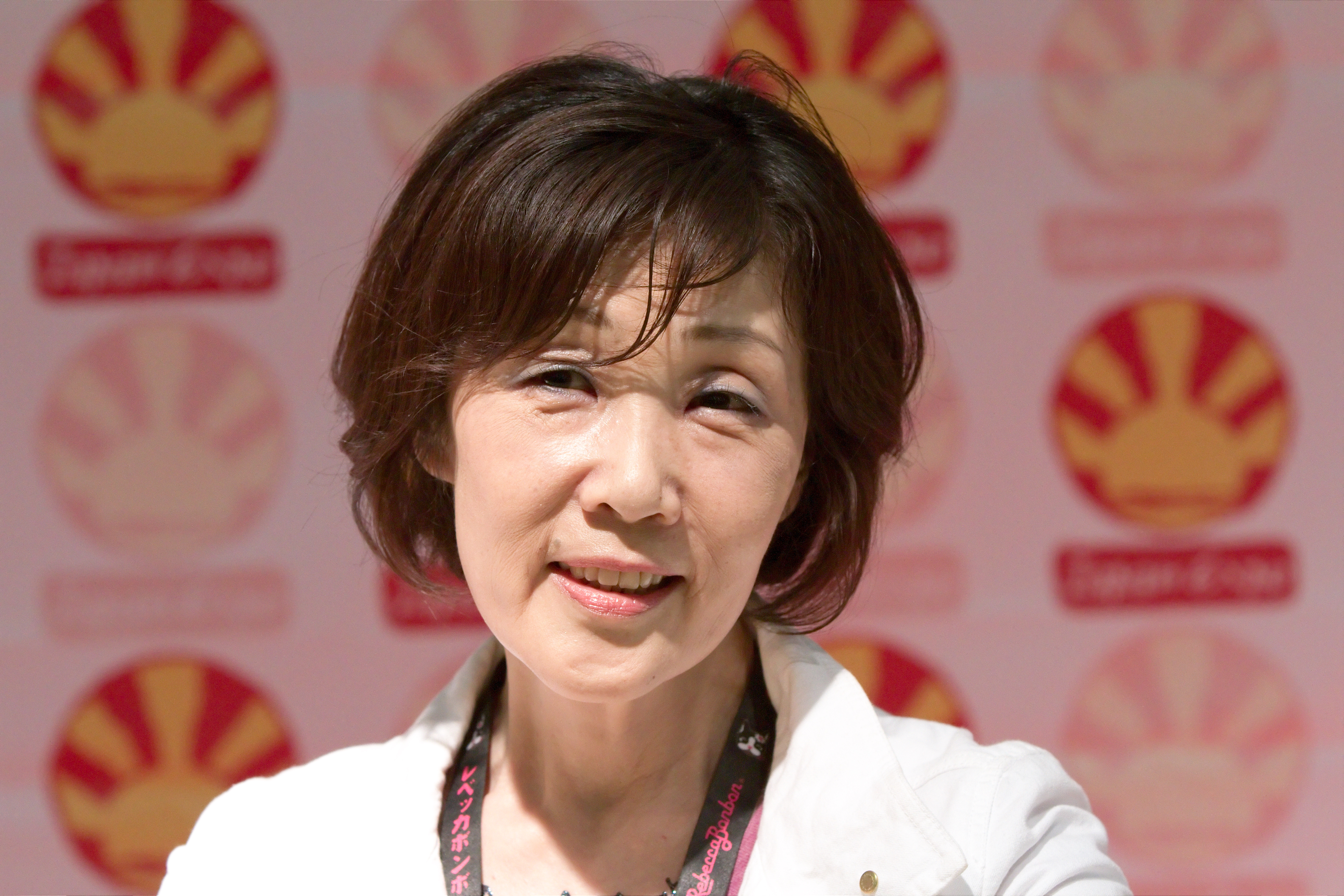
يوكو شيميزو مبتكرة شخصية كيتي الصغيرة، الصورة من عام 2010م

في عام 1999م، حدثت جريمة قتل وحشية معروفة باسم هالو كيتي في هونغ كونغ . الاسم الشعبي للقضية مستمد من حقيقة أن القاتل أدرج رأس ضحيته إلى دمية هالو كيتي بعدما قطع رأسها.
وفي تايلاند اعتباراً من أغسطس 2007م كان على ضباط الشرطة الذين ارتكبوا تجاوزات بسيطة مثل حضورهم للعمل في وقت متأخر أو إيقاف سياراتهم في المكان الخطأ أن يرتدوا شارات هالو كيتي الوردية في ذراعهم لعدة أيام حتى يكفّروا عن أخطائهم.